# Lycostomus vaucheri
Lycostomus vaucheri là một loài bọ cánh cứng trong họ Lycidae. Loài này được Bourgeois miêu tả khoa học năm 1905.